# Nephele subvaria
Espèce
Nephele subvaria est une espèce d'insectes lépidoptères (papillons) de la famille des Sphingidae, de la sous-famille des Macroglossinae, de la tribu des Macroglossini, de la sous-tribu des Macroglossina et du genre Nephele.

## Description
Imago
L'envergure des ailes est d'environ 60 mm. La face dorsale de l'abdomen montre des taches noires latérales. Les faces dorsale des ailes antérieures très porche de Nephele hespera de même que la face ventrale mais au  deux tiers proximaux devient orange-marron. et les ailes postérieures peuvent être soit brun ou rouge. La face dorsal des ailes postérieur est d'un orange plus vif que celle de l'espèce type. La présence des taches argentées sur la face dorsale des ailes antérieure est très variable.
Chenille
Elles sont grises avec une corne fort sur la queue et des bandes diagonales blanches sur les côtés.

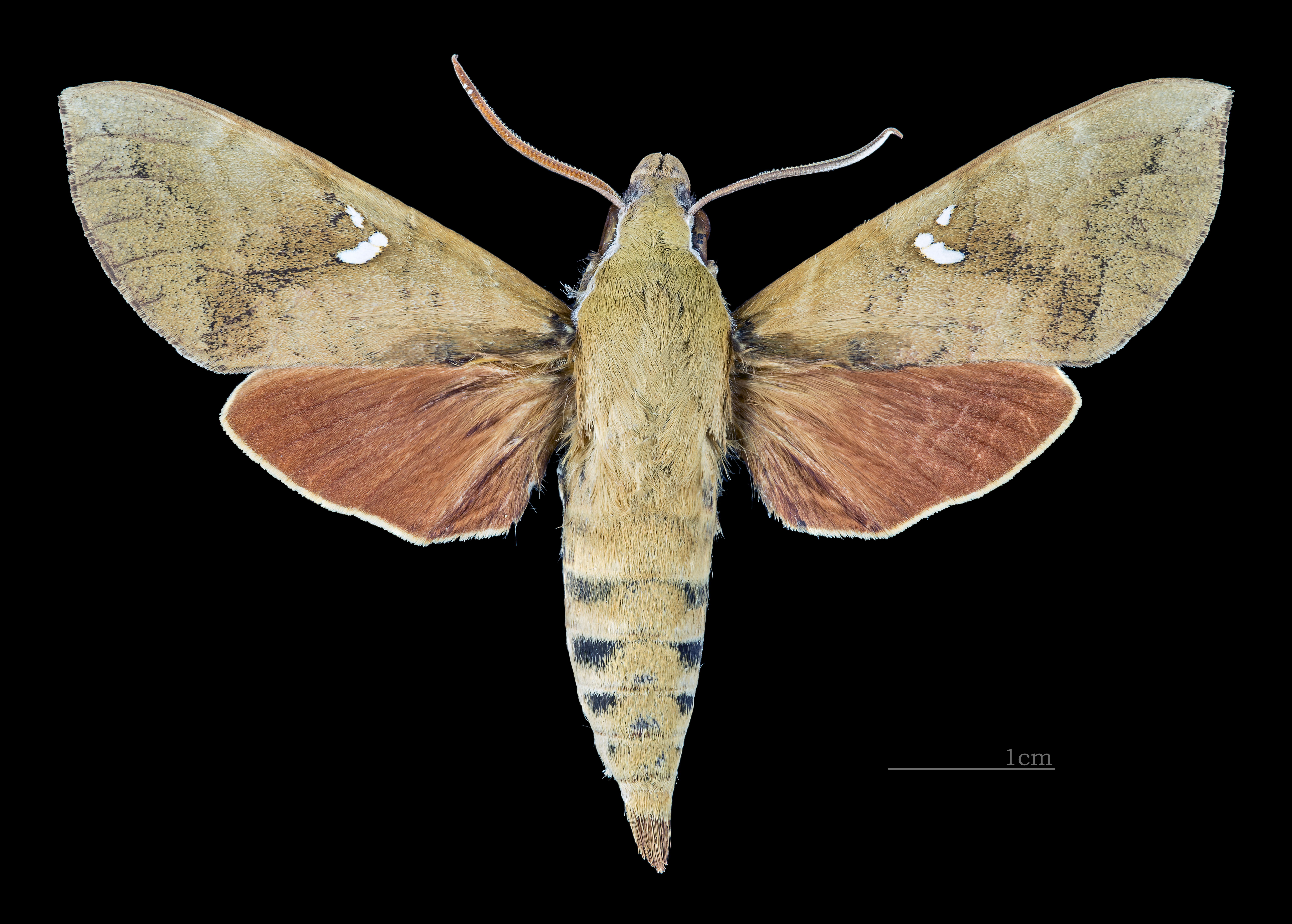
Face dorsale du mâle (coll.MHNT)
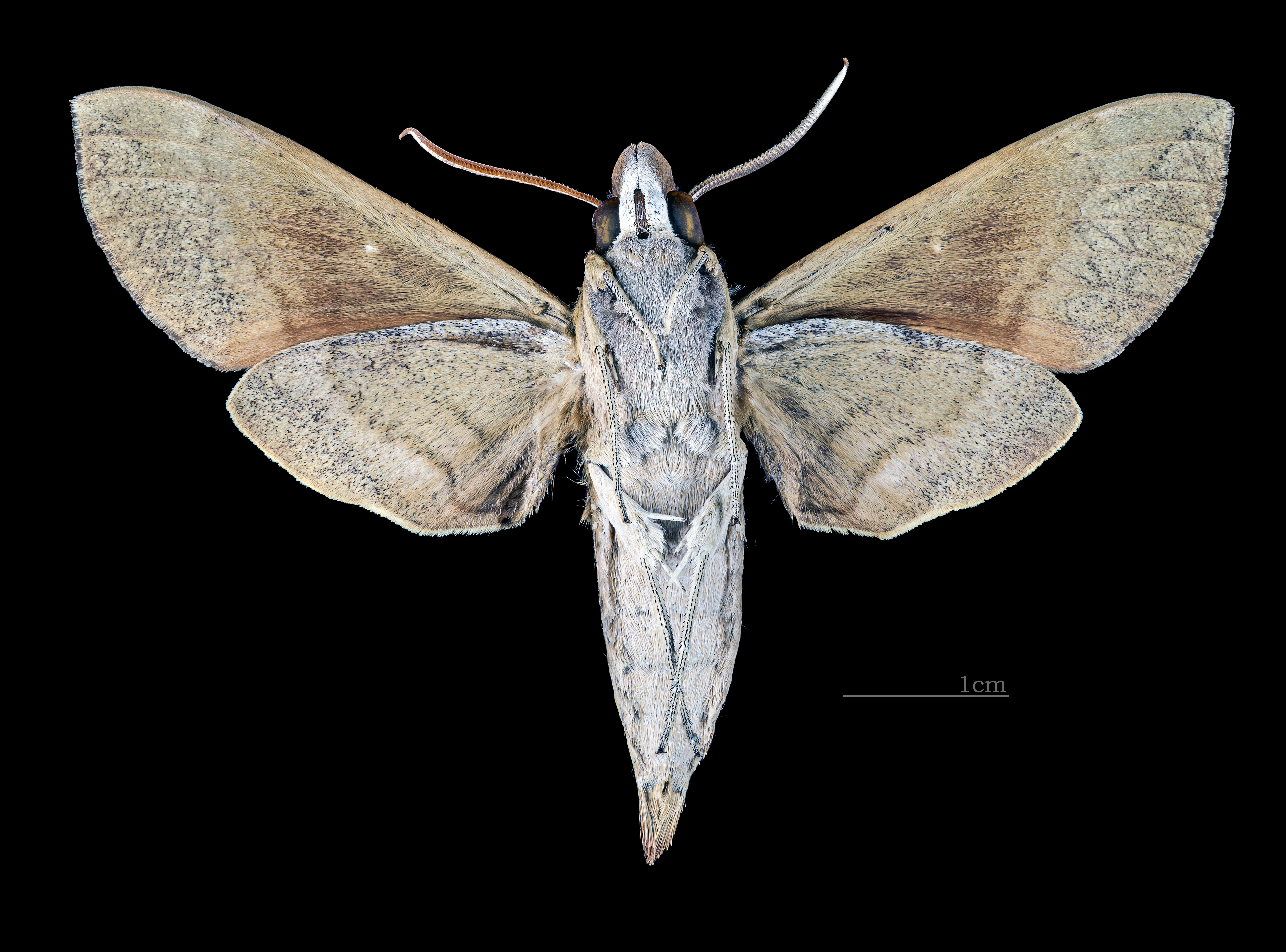
Face ventrale du mâle (coll.MHNT)
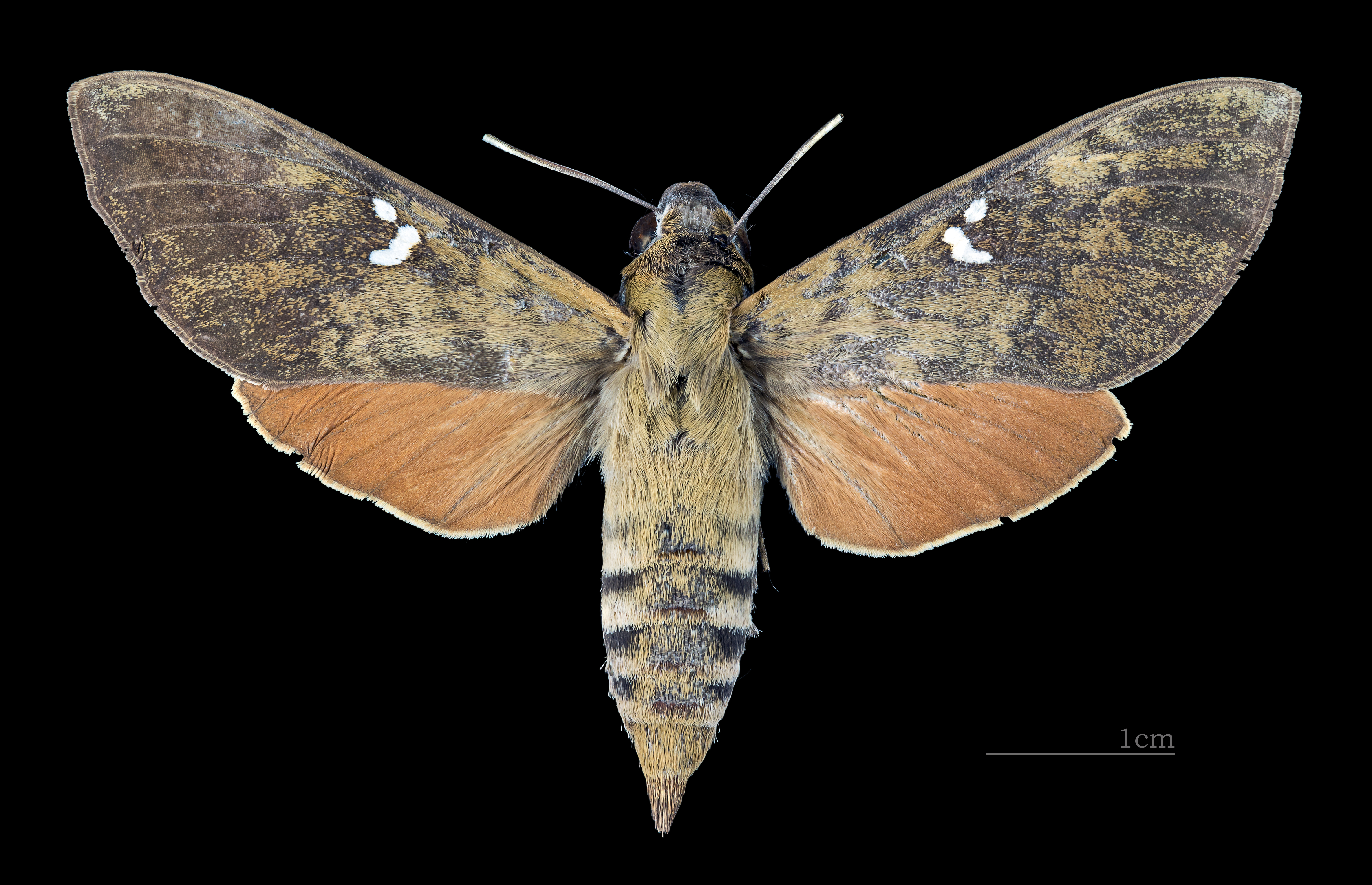
Face dorsale de la femelle (coll.MHNT)
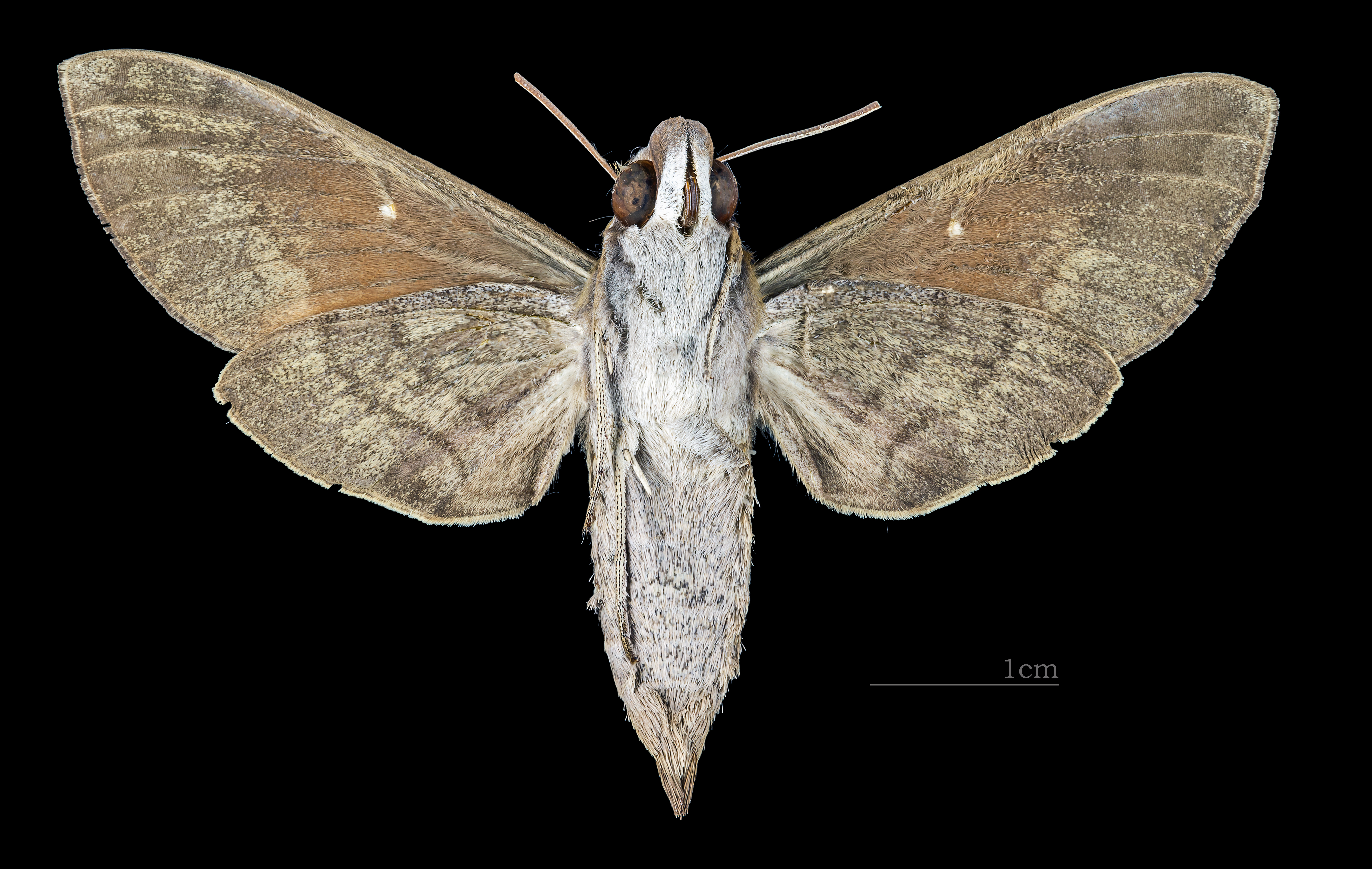
Face ventrale de la femelle (coll.MHNT)

## Distribution et habitat
Distribution
L'espèce est connue au Queensland et en Australie occidentale.

## Biologie
- Les chenilles se nourrissent sur Carissa ovata.

## Systématique
- L'espèce Nephele subvaria a été décrite par l'entomologiste britannique Francis Walker en 1856, sous le nom initial de Zonilia subvaria[1].

### Synonymie
- Zonilia subvaria Walker, 1856 Protonyme
- Zonilia antipoda Walker, 1865
- Zonilia metapyrrha Walker, 1856
- Deilephila dalii Newman, 1857